# Wandsworth
Pronunciação

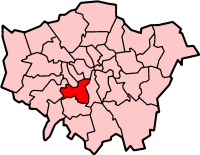
Localização do borough de Wandsworth na Região de Londres

Wandsworth é um borough da Região de Londres, na Inglaterra.

## História
Criado em 1965 com a junção dos distritos de Battersea e partes do antigo Wandsworth.

## Distritos
- Balham
- Battersea
- Earlsfield
- Furzedown
- Nine Elms
- Putney
- Putney Heath
- Putney Vale
- Roehampton
- Southfields
- Streatham Park
- Tooting
- Tooting Bec
- Wandsworth